# Bushrod R. Johnson
Bushrod Rust Johnson (Belmont County (Ohio), 7 oktober 1817 – Brighton (Illinois), 12 september 1880) was een generaal die vocht in de Amerikaanse Burgeroorlog. Hij was de een van de weinige generaals van de Confederatie die afkomstig waren uit de noordelijke staten.

## Biografie

### Jonge jaren
Bushrod Johnson was opgevoed als Quaker. Hij begon bij zijn oom te werken aan de  Underground Railroad.
Hij studeerde in 1840 af aan de United States Military Academy te West Point en ging als tweede luitenant bij het 3rd U.S. Infantry. Hij vocht in de Seminole-oorlogen in Florida en in de Mexicaans-Amerikaanse Oorlog. In oktober 1847 werd hij ervan beticht namaakgoederen te verkopen en moest hij ontslag nemen uit het leger. Hij werkte van 1848 tot 1849 als professor in natuurkunde en scheikunde aan het Western Military Institute te Georgetown (Kentucky) en van 1849 tot 1861 als professor in wiskunde en ingenieurswetenschappen aan de Universiteit van Nashville. In die periode was hij actief in de militie van de staten Kentucky en Tennessee, waar hij opklom tot de rang van kolonel.

### Amerikaanse Burgeroorlog
Bij uitbraak van de Amerikaanse Burgeroorlog nam Johnson op 28 juni 1861 dienst bij de genie van de militie van Tennessee. Een week later ging de militie op in het Confederate States Army. Johnson besliste over de plaats van twee nieuwe forten, Fort Donelson op de Cumberland River in Tennessee en Fort Henry op de oever van Kentucky van de  Tennessee River.
Op 24 januari 1862 werd hij bevorderd tot brigadegeneraal. De plaats van Fort Henry bleek slecht gekozen: de grond was moerassig en dikwijls overstroomd en Ulysses Grant kon het fort gemakkelijk innemen.
Enkele dagen voor de Slag bij Fort Donelson kreeg Johnson het bevel over Fort Donelson, maar enkele uren later kwam de hogere brigadegeneraal Gideon J. Pillow aan en hij nam het bevel over. Johnson leidde dan een divisie, maar werd overschaduwd door Pillow, die een uitbraak uit het omsingelde fort probeerde. Het fort gaf zich op 16 februari 1862 over aan Ulysses Grant. Twee dagen later kon Johnson zonder weerstand ontsnappen.
Johnson leidde een brigade van de Army of Mississippi in de Slag bij Shiloh en op de tweede dag, 7 april 1862 kreeg hij het bevel over een divisie. Hij raakte zwaargewond door een artilleriegranaat. Na zijn herstel leidde hij een brigade in de invasie van Kentucky door generaal Braxton Bragg. Hij vocht in de Slag bij Perryville, de Slag bij Stones River, de Tullahomaveldtocht, de Slag bij Chickamauga en onder luitenant-generaal James Longstreet in de Slag om Fort Sanders.
Op 21 mei 1864 werd Johnson bevorderd tot generaal-majoor. Hij diende met het Army of Northern Virginia onder Robert E. Lee. Johnson voerde het bevel over een divisie troepen uit  South Carolina in loopgraven in de Slag van de Krater. Ze namen 130 krijgsgevangenen en veroverden drie vlaggen. Zijn mannen zaten tijdens het Beleg van Petersburg in de loopgraven en vochten in de Slag bij White Oak Road en de Slag bij Five Forks. Zijn divisie werd op 6 april 1865 uiteengeslagen in de Slag bij Sayler's Creek, maar zelf kon hij ontsnappen. Bij  Appomattox Court House werd hij op erewoord vrijgelaten.

### Na de oorlog
Johnson ging weer les geven en werd in 1870 verbonden aan de Universiteit van Nashville, net als zijn collega-generaal Edmund Kirby Smith. Zijn gezondheid verslechterde en hij ging in 1875 met pensioen en vestigde zich op een boerderij te Brighton (Illinois), waar hij in 1880 overleed.

## Militaire loopbaan
- Second Lieutenant (USA): 1 juli 1840[5]
- First Lieutenant (USA): 29 februari 1844
- Ontslag (USA): 22 oktober 1847
- Colonel (CSA): 28 Juni 1861
- Brigadier General (CSA): januari 1862
- Major General (CSA): mei 1864